# Cross Docking

Schematischer Cross-Docking-Vorgang

Der Begriff Cross Docking bzw. Kreuzverkupplung bezeichnet eine Warenumschlagsart, bei der Waren vom Lieferanten (Absender) vorkommissioniert geliefert werden. Das bedeutet, dass der Einlagerungsprozess und die dazugehörige Aktivität des Bestandslagers entfallen.
Das konzeptionelle Gegenteil des Cross Dockings ist die sortenreine Anlieferung, Einlagerung und anschließende Kommissionierung von Waren in einem Warenlager.

## Ziele
Ziele des Cross-Dockings:
- Reduzierung der Lagerhaltungskosten
- Reduzierung der Anzahl der Prozessschritte

## Cross-Docking-Varianten
Einstufiges SystemDie Lieferanten kommissionieren die Waren (oder auch logistische Einheiten genannt) bezogen auf den Endempfänger (Filialen oder Endkunden). Im einstufigen System werden die Waren „wie vom Absender verpackt“ über einen oder mehrere Umschlagpunkte an den Endempfänger weitergeleitet. Voraussetzung hierfür ist, dass der Absender die Waren (meist Paletten-weise) kennzeichnet – also die entsprechenden Endempfänger direkt auf/an der Ware angibt. Dieses Verfahren wird auch als Pre-Allocated Cross-Docking (PAXD) bezeichnet.
Zweistufiges System (auch Transshipment genannt)Die Lieferanten kommissionieren bezogen auf den Umschlagplatz oder Cross-Docking-Punkt. Im zweistufigen System werden die logistischen Einheiten unverändert nur bis zum Umschlagpunkt geleitet. Am Umschlagpunkt erfolgt dann der eigentliche Umschlag in neue logistische Einheiten, welche von diesem Zeitpunkt an den Endkunden adressiert sind. Dieses Verfahren wird auch als Break-Bulk Cross-Docking (BBXD) bezeichnet.
Mehrstufiges SystemEin mehrstufiges System beinhaltet noch weitere Prozessschritte neben der eigentlichen Umkommissionierung. Diese können bspw. die Konfektionierung von Artikeln oder sog. Value Added Services sein. Das Zweistufige System ist somit nur als Spezialfall des mehrstufigen Systems zu sehen.